# Diagnostyka laboratoryjna
Diagnostyka laboratoryjna, analityka medyczna, analityka kliniczna, medycyna laboratoryjna – dyscyplina medycyny, której zadaniem jest określanie składu i parametrów biologicznych i fizykochemicznych krwi lub innych materiałów pobranych od pacjenta. Badanie laboratoryjne prowadzi się in vitro przy użyciu technik mikroskopowych, biochemicznych, immunologicznych, bakteriologicznych, analizy instrumentalnej i służy ustaleniu rozpoznania lub monitorowaniu leczenia.
Najnowsze osiągnięcia w zakresie biomedycyny i powstającej medycyny molekularnej związane są ściśle z rozwojem nowego działu diagnostyki laboratoryjnej, opartej na metodologii biologii molekularnej, mającej zastosowanie w dziedzinach takich jak: laboratoryjna genetyka medyczna, laboratoryjna biologia medyczna, laboratoryjna chemia medyczna, laboratoryjna fizyka medyczna, laboratoryjna diagnostyka sądowa, laboratoryjne ustalanie zgodności tkankowej (immunogenetyka), w których wykorzystuje się technologie z zakresu: inżynierii genetycznej, biochemii, biofizyki, biotechnologii, immunologii molekularnej, biologii komórki, bioinżynierii, biologii systemowej, bioinformatyki, nanobiotechnologii i innych działów związanych z biologią medyczną i biomedycyną.
Poszczególne procedury diagnostyki laboratoryjnej określane są jako badania laboratoryjne lub – zwłaszcza w starszym piśmiennictwie, badania pracowniane (wykonane w pracowni, czyli w laboratorium).

## Dyscypliny w obrębie diagnostyki laboratoryjnej
W obrębie analityki medycznej wyróżnić można specjalności zestawione w tabeli poniżej. W niektórych krajach, w tym w Polsce, istnieje możliwość kształcenia podyplomowego personelu laboratoryjnego z określonych dyscyplin.
| Nazwa                                | Przykład badania laboratoryjnego                                               |
| ------------------------------------ | ------------------------------------------------------------------------------ |
| Biochemia kliniczna                  | oznaczenia stężenia amoniaku we krwi                                           |
| Mikrobiologia i wirusologia lekarska | wykonanie posiewu moczu i oznaczenie lekowrażliwości drobnoustrojów            |
| Laboratoryjna genetyka medyczna      | poszukiwanie swoistych translokacji u chorych na przewlekłą białaczkę szpikową |
| Laboratoryjna immunologia kliniczna  | ocena zgodności tkankowej u dawcy i biorcy przeszczepu                         |
| Laboratoryjna toksykologia kliniczna | ustalenie przyczyny zatrucia                                                   |
| Hematologia                          | wykonanie badania morfologicznego krwi                                         |
| Transfuzjologia                      | ustalenie grupy krwi                                                           |
| Immunogenetyka                       | ustalenie zgodności tkankowej                                                  |
| Parazytologia laboratoryjna          | poszukiwanie pasożytów w kale                                                  |

### Dziedziny mające zastosowanie w diagnostyce laboratoryjnej
Ministerstwo Zdrowia prowadzi i uzupełnia (w kolejnych rozporządzeniach) listę dziedzin mających zastosowanie w ochronie zdrowia i diagnostyce laboratoryjnej. Zgodnie z Rozporządzeniem Ministra Zdrowia z dnia 22 listopada 2016 r, zmieniającego rozporządzenie w sprawie specjalizacji i uzyskiwania tytułu specjalisty przez diagnostów laboratoryjnych wprowadzono dodatkowo 4 nowe dziedziny podstawowe mające zastosowanie w diagnostyce laboratoryjnej. Na liście wymienionego Rozporządzenia widnieją:
- cytomorfologia medyczna
- epidemiologia
- laboratoryjna diagnostyka medyczna
- laboratoryjna genetyka medyczna
- laboratoryjna genetyka sądowa
- laboratoryjna hematologia medyczna
- laboratoryjna immunologia medyczna
- laboratoryjna parazytologia medyczna
- laboratoryjna toksykologia medyczna
- laboratoryjna toksykologia sądowa
- laboratoryjna transfuzjologia medyczna
- mikrobiologia medyczna
- zdrowie publiczne.

Jednocześnie w uchylonym rozporządzeniu z 2009 r. zapisano: „§ 35. 1. Jeżeli dotychczasowe przepisy nie przewidywały uzyskiwania tytułu specjalisty w danej specjalności lub w danej specjalności nie ma wystarczającej liczby osób posiadających tytuł specjalisty, konsultant krajowy w danej dziedzinie lub w dziedzinie pokrewnej, jeżeli w danej dziedzinie nie ma powołanego konsultanta, wskazuje osoby, którym mogą być powierzone określone w rozporządzeniu obowiązki: 1) kierownika specjalizacji w tej specjalności, 2) członka Komisji, oraz wydaje zaświadczenie potwierdzające powierzenie tych obowiązków. 2. Osoby, o których mowa w ust. 1, muszą posiadać doświadczenie zawodowe i dorobek naukowy odpowiadający tej specjalności.”

## Regulacje prawne
Do 2022 r. dokumentem podstawowym regulującym zagadnienia diagnostyki laboratoryjnej była Ustawa z dnia 27 lipca 2001 r. o diagnostyce laboratoryjnej (Dz.U. z 2022 r. poz. 134) zwana dalej ustawą KIDL. Dzieliła ona personel laboratoryjny na samodzielnie prowadzący diagnostykę (zwanych diagnostami laboratoryjnymi) i pracujących pod nadzorem, wyspecjalizowanych często w zaawansowanej diagnostyce laboratoryjnej (np. biologów molekularnych), którzy nie posiadali uprawnień diagnosty laboratoryjnego.
W 2006 roku Krajowy Zjazd Diagnostów Laboratoryjnych przyjął „Kodeks Diagnosty laboratoryjnego”, którego autorem jest dr Kazimierz Szałata.
Formalno-prawny nadzór nad diagnostyką laboratoryjną w Polsce sprawowała Krajowa Rada Diagnostów Laboratoryjnych (KRDL), prowadząca m.in. ewidencję laboratoriów oraz Krajowa Izba Diagnostów Laboratoryjnych (KIDL) jak również organy, które w imieniu poszczególnych Urzędów Wojewody zajmowały się rejestracją zakładów opieki zdrowotnej (ZOZ i NZOZ).
Ustawa z dnia 27 lipca 2001 r. o diagnostyce laboratoryjnej zawierała szereg regulacji, w tym definiujących podstawowe obowiązki KRDL, gdzie np.: w art. 35 zapisano, że „do zadań samorządu” (diagnostów laboratoryjnych) „należy w szczególności:”
- „p.2 reprezentowanie diagnostów laboratoryjnych oraz ochrona ich interesów zawodowych;”,
- „p.3 działanie na rzecz stałego podnoszenia kwalifikacji zawodowych przez diagnostów laboratoryjnych;”,
- „p.5 integrowanie środowiska diagnostów laboratoryjnych;”, jak również:

b) w art. 47. wymienionej powyżej ustawy zapisano również, że: „do zakresu działania Krajowej Rady należy:
- „p.1 reprezentowanie samorządu wobec organów państwowych i samorządowych, sadów, Narodowego Funduszu Zdrowia, instytucji i organizacji;”,
- „p.3 udzielanie opinii o projektach aktów prawnych oraz przedstawianie wniosków dotyczących unormowań prawnych z zakresu ochrony zdrowia;”,
- „p.4 opiniowanie programu studiów wyższych i studiów podyplomowych z zakresu diagnostyki laboratoryjnej;”,
- „p.8 koordynowanie doskonalenia zawodowego diagnostów laboratoryjnych;
- „p.12 wykonywanie innych zadań określonych w ustawie oraz przepisach odrębnych.”,

Konsekwencją ustawy z dnia 27 lipca 2001 r. było powstanie szeregu regulacji prawnych organów zależnych w tym Rozporządzeń Ministerstwa Zdrowia jak również uchwał KRDL np.: załącznik nr 1 do uchwały nr 16/II/2007 KRDL z dnia 2 marca 2007 roku w sprawie
zmiany uchwały nr 1/2003 KRDL z dnia 13 stycznia 2003 r., gdzie w § 4 Regulaminu Działania Krajowej Rady Diagnostów Laboratoryjnych zapisano, że:
- „p.1. Krajowa Rada Diagnostów Laboratoryjnych dla realizacji zadań i spełnienia obowiązków może, na czas trwania swojej kadencji, powoływać następujące komisje:
- „p.4. Komisje do Spraw Kształcenia i Specjalizacji,”,
- „p.8. Inne komisje nadzwyczajne i stałe, w zależności od potrzeb.”

W 2022 r. wydano nową ustawę o medycynie laboratoryjnej. Utrzymała ona KIDL i KRDL.

### Uprawnienia diagnosty laboratoryjnego
Uprawnienia diagnosty laboratoryjnego automatycznie przyznawane są absolwentom analityki medycznej lub osobom kończącym podyplomowe studia kierunkowe w zakresie diagnostyki laboratoryjnej. Po wejściu w życie „ustawy KIDL” w 2001, uprawnienia diagnosty laboratoryjnego nadawano automatycznie również osobom pracującym w zawodach biologicznych, niemniej w chwili obecnej jest to niemożliwe i wymagane jest dodatkowe przekwalifikowanie ukierunkowane na klasyczną analitykę medyczną (pełne informacje na temat możliwości uzyskania uprawnień diagnosty laboratoryjnego zamieszczają na swoich stronach kierunki Analityki Medycznej).

### Specjalizacje
Specjalizacje w zakresie dziedzin mających zastosowanie w diagnostyce laboratoryjnej dostępne są wyłącznie dla osób, które zdobyły już uprawnienia diagnosty laboratoryjnego, stąd w przypadku osób, które, mimo że dysponują specjalistyczną wiedzą np. w zakresie biologii molekularnej, lecz nie ukończyły analityki medycznej, zachodzi formalna konieczność przekwalifikowania zawodowego w kierunku klasycznej analityki medycznej, której program studiów stanowi obecnie w Polsce podstawę kształcenia na podyplomowych kierunkach, umożliwiających nabycie uprawnień diagnosty laboratoryjnego.
W rozporządzeniu Ministra Zdrowia z dnia 16 kwietnia 2004 r. w sprawie specjalizacji i uzyskiwania tytułu specjalisty przez diagnostów laboratoryjnych, wymieniono dostępne dziedziny specjalizacji. W kolejnym Rozporządzeniu Ministra Zdrowia z dnia 1 kwietnia 2009 r., zmieniającego rozporządzenie w sprawie specjalizacji i uzyskiwania tytułu specjalisty przez diagnostów laboratoryjnych wprowadzono cztery nowe dziedziny mające zastosowanie w diagnostyce laboratoryjnej w tym laboratoryjną diagnostykę sądową.
W Polsce obowiązują dwa uzupełniające się tryby postępowania w kształceniu specjalizacyjnym diagnostów laboratoryjnych: a) przystąpienie do regularnych, trwających zwykle 3-5 lat studiów specjalizacyjnych w wybranej dziedzinie mającej zastosowanie w diagnostyce laboratoryjnej, b) złożenie wniosku o uznanie dorobku zawodowego za równoważny programowi specjalizacji wybranej dziedziny i wniosku o dopuszczenie do egzaminu państwowego prowadzonego zwykle przez Centrum Egzaminów Medycznych w Łodzi.